# Ctenopelma petiolatum
Ctenopelma petiolatum är en stekelart som beskrevs av Barron 1981. Ctenopelma petiolatum ingår i släktet Ctenopelma och familjen brokparasitsteklar. Inga underarter finns listade i Catalogue of Life.